# Елтон да Сілва Арруда
Е́лтон да Сі́лва Арру́да (порт. Helton da Silva Arruda, нар. 18 травня 1978, Ріо-де-Жанейро, Бразилія) — колишній бразильський футболіст, воротар. По завершенні ігрової кар'єри — тренер. З 2018 року очолює клуб «Фреамунде».

## Кар'єра
У 2000 році Елтон пробився в основу «Васко да Гама», який в тому сезоні був одним з найсильніших у світі (перемога у чемпіонаті країни, в Кубку Меркосур і фінал Клубного чемпіонату світу).
У Португалії два сезони відіграв за «Уніао Лейрія», після чого в 2005 році перейшов в «Порту», у складі якого став чемпіоном і виграв Кубок і Суперкубок Португалії.

## Титули та досягнення
- «Васко да Гама»
  - Чемпіон Бразилії: 2000
  - Володар Кубка Меркосур: 2000
  - Володар Кубка Гуанабара: 2000
  - Володар Трофея Ріо: 2001
  - Переможець Ліги Каріока: 1998

- «Порту»
  - Чемпіон Португалії: 2005-06, 2006-07, 2007-08, 2008-09, 2010-11, 2011-12, 2012-13
  - Володар Кубка Португалії: 2005-06, 2008-09, 2009-10, 2010-11
  - Володар Суперкубка Португалії: 2006, 2009, 2010, 2011, 2012, 2013
  - Переможець Ліги Європи: 2010-11

- Збірна Бразилії
  - Переможець Кубка Америки з футболу: 2007